# Grammy Award para Melhor Álbum R&B Progressivo
O Grammy Award para Melhor Álbum de R&B Progressivo (em inglês: Grammy Award for Best Progressive R&B Album) é uma das categorias do Grammy Awards, cerimônia que premia as realizações na indústria musical. A categoria se destina a premiar artistas pela excelência e qualidade de álbuns musicais dentro do subgênero urban contemporary, ligado culturalmente ao gênero do R&B. Este prêmio foi uma das três novas categorias criadas pela Academia da Gravação em meio às reformas gerais de categorias de 2012 e passou a ser apresentada na 55.ª cerimônia anual.
De acordo com o guia descritivo do Grammy Awards, a categoria premia álbuns que contenham "em, no mínimo 51 por cento de seu tempo, músicas novas derivadas do R&B". A categoria foi criada para artistas cujas músicas incluam elementos de R&B contemporâneo e elementos de produção encontrados no urban pop, urban Euro-pop, urban rock, e urban alternative.
O primeiro vencedor da categoria foi o cantor Frank Ocean com o álbum Channel Orange.

## Vencedores e indicados
| Ano  | Artista           | Álbum                     | Indicados | Ref.          |
| ---- | ----------------- | ------------------------- | --- | ------------- |
| 2013 | Frank Ocean       | Channel Orange            | - Miguel – Kaleidoscope Dream - Chris Brown – Fortune | [ 4 ]         |

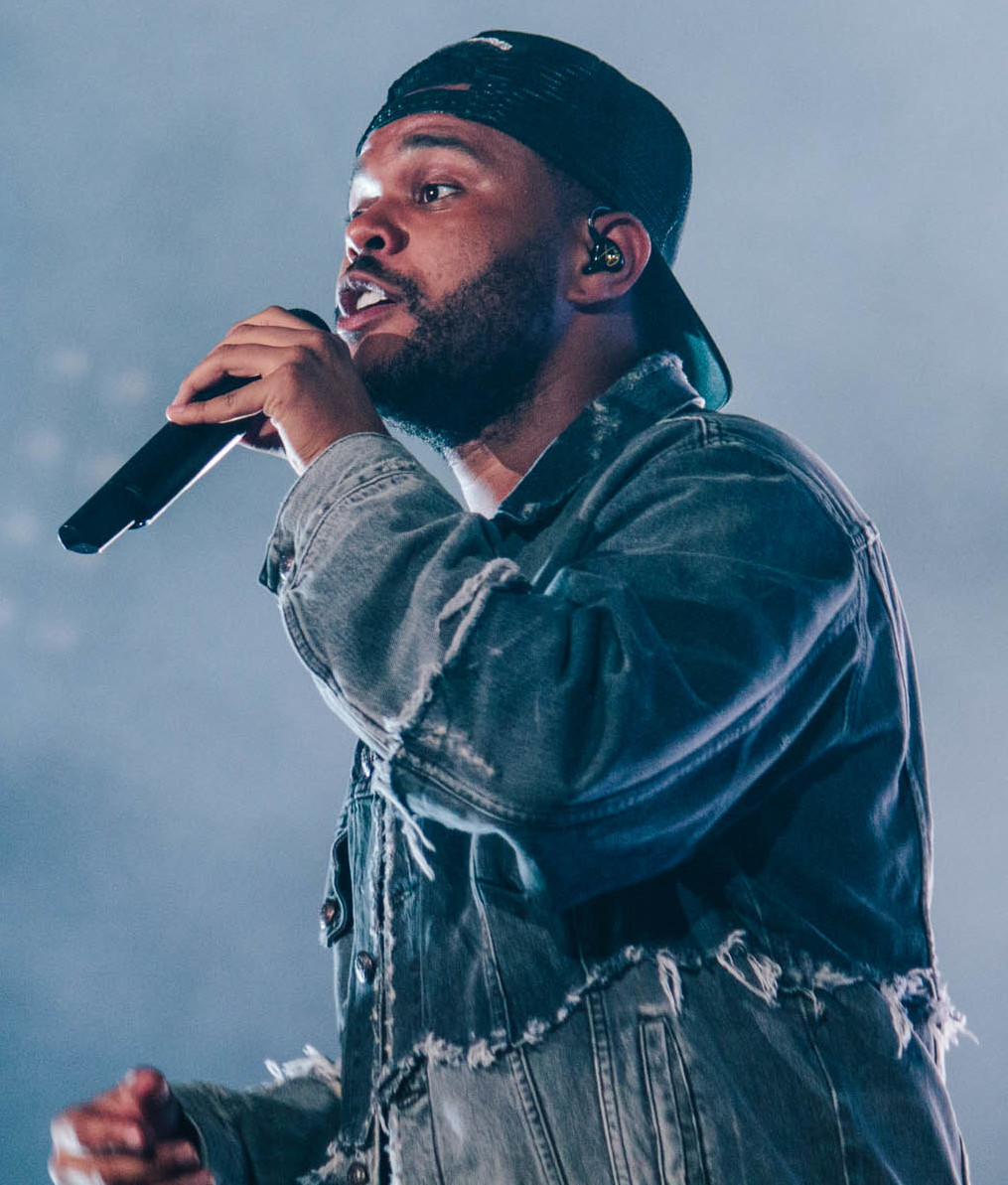
The Weeknd, vencedor do prêmio em 2016
e 2018.

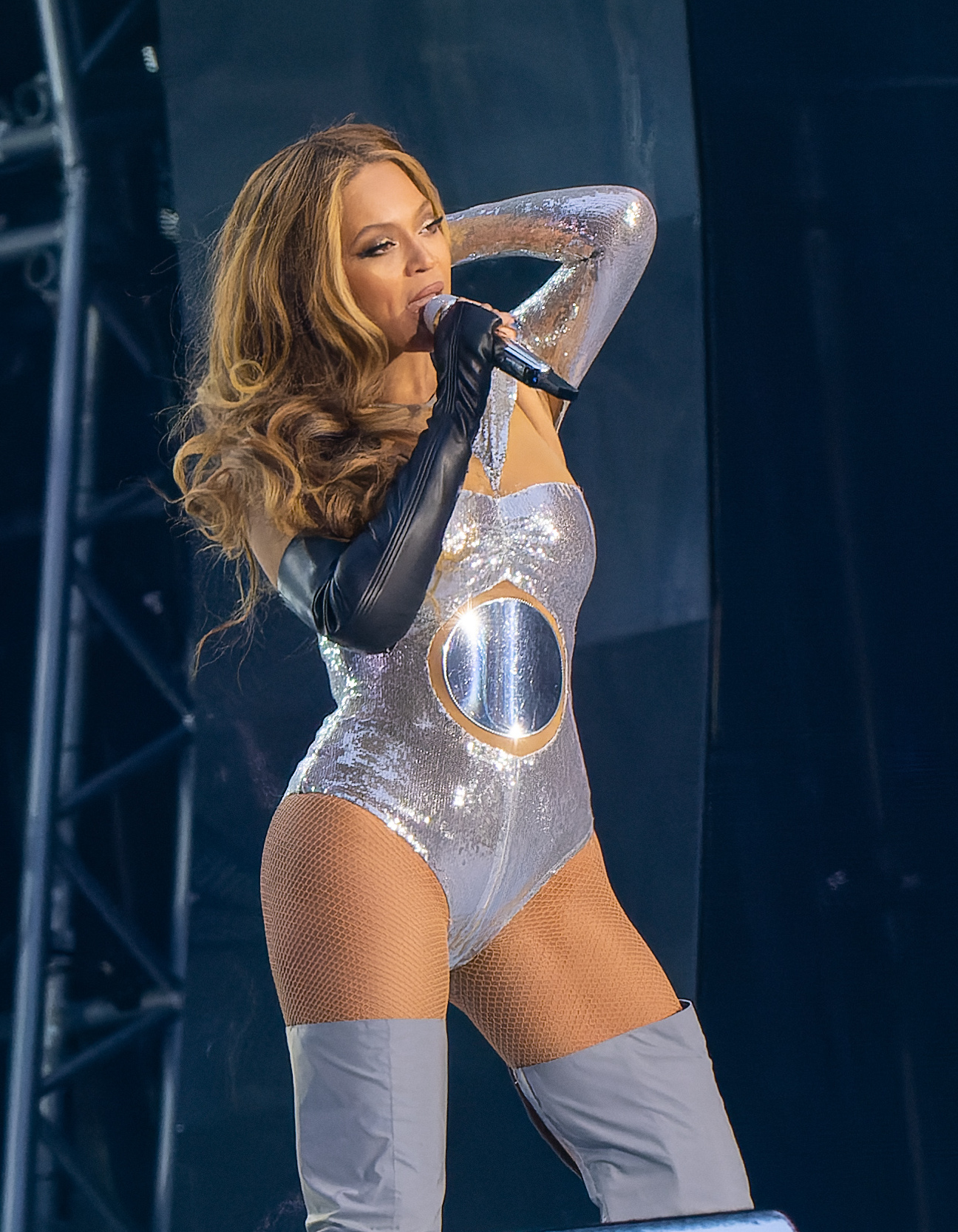
Beyoncé, vencedora da categoria em 2017 e 2019.

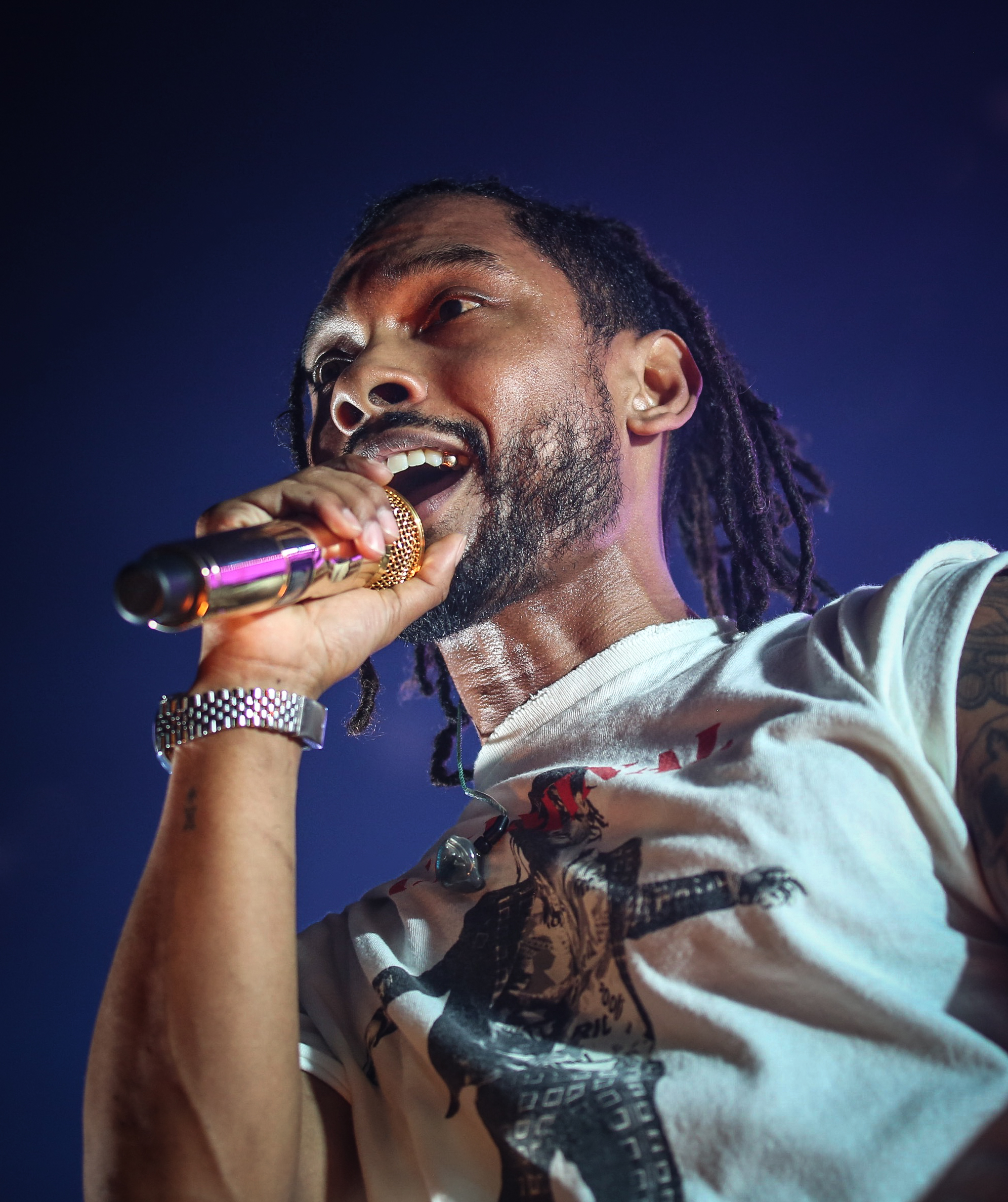
Miguel possui 3 indicações sem nenhuma vitória na categoria.

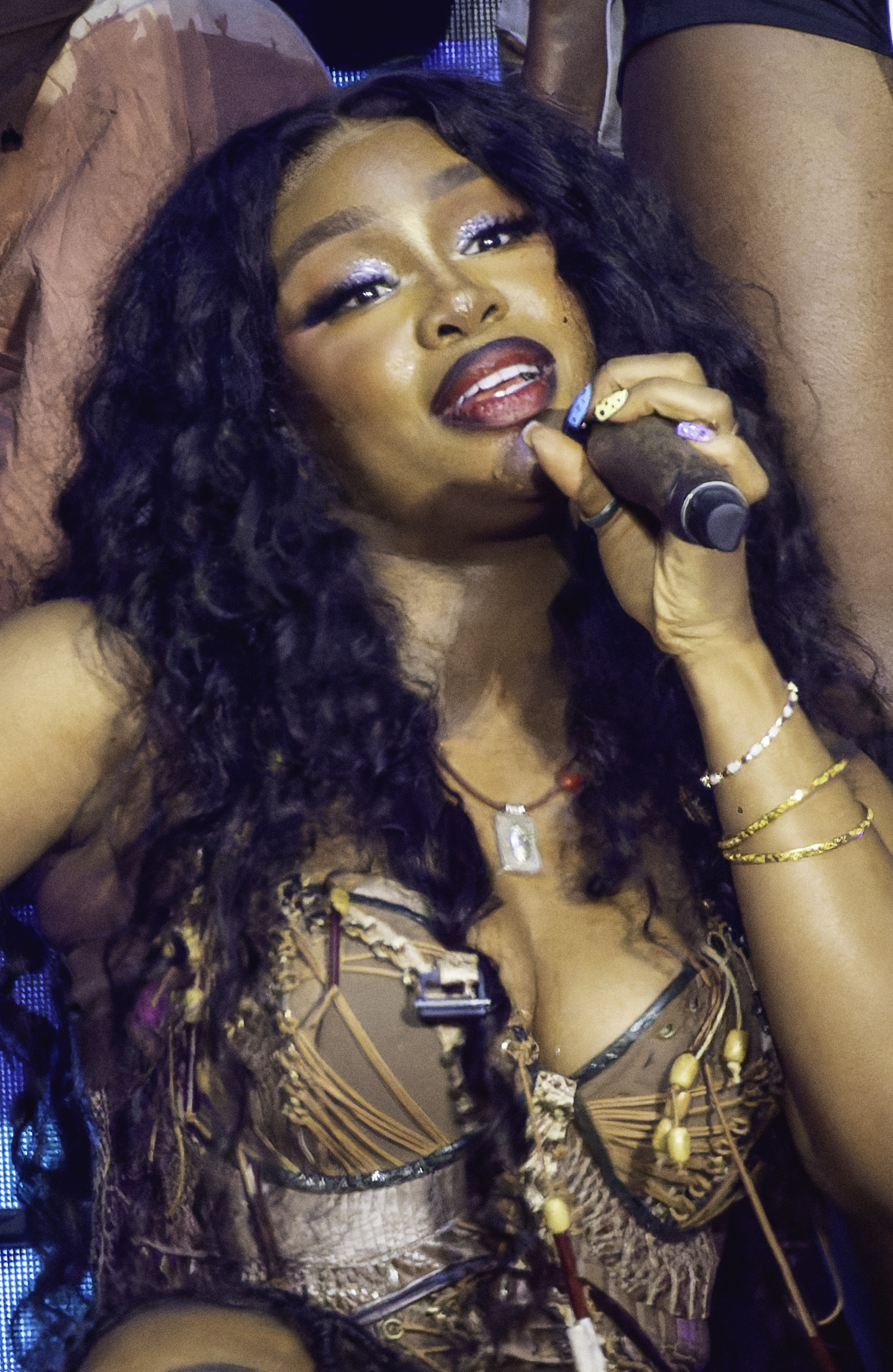
SZA, vencedora da categoria em 2024 por SOS.

| 2014 | Rihanna           | Unapologetic              | - Mack Wilds – New York: A Love Story - Tamar Braxton – Love and War - Fantasia – Side Effects of You - Salaam Remi – One: In The Chamber                                                                                       | [ 5 ]         |
| 2015 | Pharrell Williams | G I R L                   | - Beyoncé – Beyoncé - Chris Brown – X - Jhené Aiko – Sail Out - Mali Music – Mali Is... | [ 6 ]         |
| 2016 | The Weeknd        | Beauty Behind the Madness | - Lianne La Havas - Blood - Miguel – Wildheart - Kehlani – You Should Be Here - The Internet – Ego Death | [ 7 ]         |
| 2017 | Beyoncé           | Lemonade                  | - Gallant - Ology - KING - We Are King - Anderson .Paak - Malibu - Rihanna - ANTI | [ 8 ]         |
| 2018 | The Weeknd        | Starboy                   | - 6lack - Free 6lack - Childish Gambino - Awaken,My Love! - Khalid - American Teen - SZA - Ctrl | [ 9 ]         |
| 2019 | The Carters       | Everything Is Love        | - Chloe x Halle - The Kids Are Alright - Miguel - War & Leisure - Meshell - Ventriloquism | [ 10 ]        |
| 2020 | Lizzo             | Cuz I Love You (Deluxe)   | - Steve Lacy – Apollo XXI - Georgia Anne Muldrow – Overload - NAO – Saturn - Jessie Reyez – Being Human in Public | [ 11 ] [ 12 ] |
| 2021 | Thundercat        | It Is What It Is          | - Jhené Aiko – Chilombo - Chloe x Halle – Ungodly Hour - Free Nationals – Free Nationals - Robert Glasper – Fuck Yo Feelings | [ 13 ] [ 14 ] |
| 2022 | Lucky Daye        | Table for Two             | - Eric Bellinger – New Light - Cory Henry – Something to Say - Hiatus Kaiyote – Mood Valiant - Terrace Martin, Robert Glasper, 9th Wonder e Kamasi Washington – Dinner Party: Dessert - Masego – Studying Abroad: Extended Stay | [ 15 ] [ 16 ] |
| 2023 | Steve Lacy        | Gemini Rights             | - Cory Henry – Operation Funk - Terrace Martin – Drones - Moonchild – Starfruit - Tank and the Bangas – Red Balloon | [ 17 ]        |
| 2024 | SZA               | SOS                       | - 6lack – Since I Have a Lover - Diddy – The Love Album: Off the Grid - Terrace Martin e James Fauntleroy – Nova - Janelle Monáe – The Age of Pleasure                                                                          | [ 18 ]        |
| 2025 | AverySunshine     | So Glad to Know You       | - Durand Bernarr – En Route - Childish Gambino – Bando Stone & the New World - Kehlani – Crash | [ 19 ]        |
| 2025 | NxWorries         | Why Lawd?                 | - Durand Bernarr – En Route - Childish Gambino – Bando Stone & the New World - Kehlani – Crash | [ 19 ]        |